# Christian Sjögren
Christian Sjögren är en svensk ishockeyspelare född 1978.

## Meriter
Svensk mästare med Djurgårdens IF 2000 och 2001.

## Klubbar
- HC Undici 2008-2009
- Nordsjælland Cobras 2006-2007
- Djurgården Hockey 2006-2007
- Malmö Redhawks, 2005-2006
- Enköpings SK Hockeyklubb
- Brynäs IF 2004-2005
- Timrå IK, 2002-2004
- Tappara 2001-2002
- Nottingham Panthers 2001-2002
- Djurgården Hockey, 2000-2001
- Hammarby Hockey, 1998-2000
- Nyköpings Hockey 1997-1998
- Södertälje SK
- Södertälje J20 1996-1997
- Djurgården J20, 1994-1996